# Pavlivka, Henicesk
Pavlivka (în ucraineană Павлівка) este o comună în raionul Henicesk, regiunea Herson, Ucraina, formată numai din satul de reședință.

## Demografie
Componența lingvistică a comunei Pavlivka
     Ucraineană (89,51%)
     Rusă (9,29%)
     Alte limbi (1,14%)
Conform recensământului din 2001, majoritatea populației comunei Pavlivka era vorbitoare de ucraineană (89,51%), existând în minoritate și vorbitori de rusă (9,29%).